# Prisoner of Love (Tin Machine)
Prisoner of Love is de vierde single van de Britse band Tin Machine en de derde track op hun debuutalbum Tin Machine uit 1989. Het werd uitgebracht op single in oktober van dat jaar en bereikte de 77e positie in het Verenigd Koninkrijk.
Volgens leadzanger David Bowie werd het nummer geschreven voor zijn partner Melissa Hurley. Het bevat goed advies van de zanger, waarbij hij onder anderen het gebruik van drugs afkeurt - Bowie's sociale geweten is een terugkerend thema in nummers van Tin Machine.
Op de B-kanten van de single staan meerdere livenummers, die werden opgenomen tijdens het concert van de band in La Cigale in Parijs op 25 juni 1989 tijdens de Tin Machine Tour.

## Tracklijst
7"-versie
1. "Prisoner of Love" (David Bowie/Reeves Gabrels/Hunt Sales/Tony Sales) - 4:09
2. "Baby Can Dance (live)" (Bowie) - 6:16

12"/cd-versie
1. "Prisoner of Love" (Bowie/Gabrels/H. Sales/T. Sales) - 4:09
2. "Baby Can Dance (live)" (Bowie) - 6:16
3. "Crack City (live)" (Bowie) - 5:13
4. "Prisoner of Love (lp-versie)" (Bowie/Gabrels/H. Sales/T. Sales) - 4:15

## Muzikanten
- David Bowie: zang, gitaar
- Reeves Gabrels: leadgitaar
- Hunt Sales: drums, achtergrondzang
- Tony Sales: basgitaar, achtergrondzang
- Kevin Armstrong: slaggitaar